# 12310 Londontario
12310 Londontario este un asteroid din centura principală de asteroizi.

## Descriere
12310 Londontario este un asteroid din centura principală de asteroizi. A fost descoperit pe 29 februarie 1992 la Kitt Peak National Observatory în cadrul proiectului Spacewatch. Asteroidul prezintă o orbită caracterizată de o semiaxă mare de 2,73 ua, o excentricitate de 0,19 și o înclinație de 1,7° în raport cu ecliptica.